# Mesostenus rufipes
Mesostenus rufipes är en stekelart som först beskrevs av Kim 1955.  Mesostenus rufipes ingår i släktet Mesostenus och familjen brokparasitsteklar. Inga underarter finns listade i Catalogue of Life.